# Deutsche Poolbillard-Meisterschaft 2008 (Herren)
Die Deutsche Poolbillard-Meisterschaft 2008 war die 34. Austragung zur Ermittlung der nationalen Meistertitel der Herren in der Billardvariante Poolbillard. Sie wurde im Rahmen der Deutschen Billard-Meisterschaft in der Wandelhalle in Bad Wildungen ausgetragen.
Es wurden die Deutschen Meister in den Disziplinen 14/1 endlos, 8-Ball, 9-Ball und 8-Ball-Pokal ermittelt.

## Medaillengewinner
| Disziplin    | Gold                                   | Silber                                 | Bronze                                 | Bronze                              |
| ------------ | -------------------------------------- | -------------------------------------- | -------------------------------------- | ----------------------------------- |
| 14/1 endlos  | Alexander Dremsizis (BC Queue Hamburg) | John Blacklaw (Hannover 96)            | Christian Brehme (BSF Kurpfalz)        | Sven Pauritsch (BC Oberhausen)      |
| 8-Ball       | Andreas Roschkowsky (BC Oberhausen)    | Steffen Jeszberger (PBC Giessen)       | Thomas Lüttich (Hannover 96)           | Dominic Jentsch (Hannover 96)       |
| 9-Ball       | Thomas Lüttich (Hannover 96)           | Alexander Dremsizis (BC Queue Hamburg) | Christian Weigoni (BC Colours Benrath) | Andreas Roschkowsky (BC Oberhausen) |
| 8-Ball-Pokal | Alexander Dremsizis (BC Queue Hamburg) | Armin Pesch (PBC Phönix Düren)         | Jörg Kohl (PBC Fortuna Bexbach)        | Hannes Stiller (1. BC Halle)        |

## Modus
Die 32 Spieler, die sich über die Landesmeisterschaften der Billard-Landesverbände qualifiziert haben, spielten zunächst im Doppel-KO-System. Ab dem Viertelfinale wurde im KO-System gespielt.

## Wettbewerbe
Aus Gründen der Übersichtlichkeit werden im Folgenden jeweils nur die 16 bestplatzierten Spieler notiert.

### 14/1 endlos
| Platz | Spieler              | Verein                  |
| ----- | -------------------- | ----------------------- |
| 1     | Alexander Dremsizis  | BC Queue Hamburg        |
| 2     | John Blacklaw        | Hannover 96             |
| 3     | Christian Brehme     | BSF Kurpfalz            |
| 3     | Sven Pauritsch       | BC Oberhausen           |
| 5     | Andreas Roschkowsky  | BC Oberhausen           |
| 5     | Thomas Lüttich       | Hannover 96             |
| 5     | Manuel Ederer        | BSV Dachau              |
| 5     | Mike Hartmann        | BC Queue Hamburg        |
| 9     | Marc Lambauer        | BC Queue Hamburg        |
| 9     | Frank Forster        | VfF Bad Kreuznach       |
| 9     | Peter Bardel         | 1. BSC Marl 1958/74     |
| 9     | Daniel Schwerdtfeger | PBC Fortuna Bexbach     |
| 13    | Ruben Winkler        | PBC Aalen               |
| 13    | Armin Pesch          | PBC Phönix Düren        |
| 13    | Christophe Creter    | Astoria Walldorf        |
| 13    | Rüdiger Jesser       | PBC Joker Kamp-Lintfort |

### 8-Ball
| Platz | Spieler             | Verein                  |
| ----- | ------------------- | ----------------------- |
| 1     | Andreas Roschkowsky | BC Oberhausen           |
| 2     | Steffen Jeszberger  | PBC Giessen             |
| 3     | Thomas Lüttich      | Hannover 96             |
| 3     | Dominic Jentsch     | Hannover 96             |
| 5     | Philip Rüthemann    | GVO Oldenburg           |
| 5     | John Blacklaw       | Hannover 96             |
| 5     | Christian Brehme    | BSF Kurpfalz            |
| 5     | Juri Pisklov        | PBC Bad Wildungen       |
| 9     | Andreas Daniel      | BIG Lambrecht           |
| 9     | Patrick Griess      | PBC Neumünster          |
| 9     | Axel Olbrich        | 1. PBC St. Augustin     |
| 9     | Micca Georgopoulos  | PBC Joker Kamp-Lintfort |
| 13    | Jörn Kaplan         | BC Sindelfingen         |
| 13    | Mattias Giese       | SV Motor Babelsberg     |
| 13    | Dietmar Pitz        | PBC Fortuna Bexbach     |
| 13    | Wilhelm Georg       | BV Fortuna Straubing    |

### 9-Ball
| Platz | Spieler             | Verein                  |
| ----- | ------------------- | ----------------------- |
| 1     | Thomas Lüttich      | Hannover 96             |
| 2     | Alexander Dremsizis | BC Queue Hamburg        |
| 3     | Christian Weigoni   | BC Colours Benrath      |
| 3     | Andreas Roschkowsky | BC Oberhausen           |
| 5     | Stefan Gruber       | PBC Augsburg            |
| 5     | Ralf Mess           | PBC Lingen              |
| 5     | Micca Georgopoulos  | PBC Joker Kamp-Lintfort |
| 5     | Christian Brehme    | BSF Kurpfalz            |
| 9     | Peter Rattacher     | PBC Giessen             |
| 9     | Dominic Jentsch     | Hannover 96             |
| 9     | Sinan Kodaş         | Billard Bianco Dieburg  |
| 9     | Sascha Tege         | BC Feuersee             |
| 13    | Michael Poschmann   | BC Oberhausen           |
| 13    | Patrick Antz        | BV 1987 Brotdorf        |
| 13    | Frank Willner       | BFC Fortuna Berlin      |
| 13    | Marco Schmidt       | SG Johannesberg         |